# Alexandra Ramnewall
Alexandra Ramnewall, född 13 februari 1978 i Mjöbäck är en svensk journalist, artist och låtskrivare. 
Hon arbetar som reporter på Dagens industri och var tidigare  nyhetsredaktör på Expressen och har tidigare arbetat på bland annat Svenska Dagbladet och Aftonbladet.  Ramnewall har även varit verksam som  bisittare och reporter på Morgonpasset i P3.
Hon gav 2010 ut albumet Allt ljus på mig under artistnamnet Mitt Piano. Den mest framgångsrika singeln från albumet är "Små små steg" som spelats flitigt i P3 och låg några veckor på Trackslistan. Tidigare projekt är "Elin & Alex" med  singeln "Du" som gavs ut 1998.